# Upsala Akademiska Ridklubb
Upsala Akademiska Ridklubb, förkortat UARK, är en ridklubb för studenter och anställda vid Uppsala universitet och Sveriges lantbruksuniversitet. Klubben är en del av den, år 1663, grundade ridinstitutionen vid Uppsala universitet. Därmed är institutionen näst äldst i världen efter Spanska ridskolan i Wien. Klubben, och institutionen, har en inspektor: Inspector equitandi, som har till uppgift att främja ridsporten, övervaka utbildningen och utse stipendiater. Det finns även en akademistallmästare knuten till institutionen. UARK leds av en styrelse bestående av studenter vid Uppsala universitet och Sveriges lantbruksuniversitet (SLU).
Moderklubb är Upplands-Västmanlands Fältrittklubb (UVFK) som håller till vid Akademistallet i Kvarnbo, Uppsala. Tillsammans med dessa, och i synnerhet dess ungdomssektion, anordnas klubbmästerskap årligen. UARK är anslutna till SAR, Svenska Akademiska Ryttarförbundet, som är en centralorganisation för akademiska ridklubbar runtomkring i landet.